# André Sauvé
Pour les articles homonymes, voir Sauvé.
André Sauvé est un humoriste et un auteur québécois. Il est surtout connu grâce à ses apparitions aux Galas Juste pour rire (de 2005 à 2008) et à sa participation à l'émission 3600 secondes d'extase animée par Marc Labrèche.

## Biographie
André Sauvé étudie, pratique puis enseigne le bharata natyam — la danse classique en Inde — pendant près de dix ans; il va et vient entre le Québec et l'Inde. Il tâte du mime avec la troupe Omnibus et le théâtre du mouvement de Paris. Il passe ensuite au jeu avec, entre autres méthodes, celle de Pol Pelletier. Il devient ensuite animateur à CISM. Au festival d’humour de Dégelis en 2004, il remporte le premier prix.
André Sauvé a écrit pour l’émission Le Sketch Show présentée à TVA. Il a fait une première prestation au Festival Juste pour rire en 2005 dans le cadre du gala de Louis-José Houde puis, en 2006, au gala de Laurent Paquin et de Martin Petit. Ses textes et son jeu d’acteur étonnent, séduisent et convainquent: il remporte le prix de la « Révélation de l’année ». En 2007, il récidive au gala Juste pour rire de Marc Labrèche et à la soirée hommage à Yvon Deschamps au théâtre Saint-Denis. Il joua à l’antenne de Radio-Canada dans l’émission 3600 secondes d'extase aux côtés de Marc Labrèche et il a complété une tournée en 2009 (plus de 200 000 billets vendus). Il joue dans l'émission Caméra Café le rôle d'un coursier à vélo. En 2010, il obtient son premier rôle au cinéma dans le film Filière 13 de Patrick Huard où il incarne le Dr Clermont, le psychiatre des trois protagonistes. 

« Un reportage d’Oxfam Québec que je regardais à la TV. Bon, les gens crevaient de faim, allaient chercher l’eau à des kilomètres, pis tout ça. Et tu-suite après, on m’a montré un commercial de nourriture pour chats qui avait des oméga 3 dedans. Moi ch’trouvais que ça fittait pas dans la même minute. »

— « Les Observations personnelles », 3600 secondes d’extase, SRC, 18 oct 2008

## Scène
- 2006 : Juste pour rire de la découverte de l'année
- 2007 : Hommage à Yvon Deschamps, avec la reprise du numéro « Le Bonheur »
- 2008 : Olivier de la découverte de l'année
- 2009 : Olivier de la mise en scène de l'année
- 2009 : Félix du spectacle d'humour de l'année
- Hommage à Rock et Belles Oreilles, création d'un personnage de frère de Monsieur Caron
- DVD du premier long spectacle paru le 29 nov 2011
- Deuxième long spectacle intitulé « Être »
  - Trois prix Olivier 2014 : Spectacle d'humour, Auteur, Mise en scène
  - DVD paru le 24 nov 2015

## Télé et cinéma
- 2013 : Cas de conscience (documentaires psychologie 43m/épisode) (épisodes à numéroter)
  - E__ L'intimidation
  - E__ La discrimination
  - E__ L'égalité
  - E__ La tolérance
  - E__ L'espace

- 2010 : Filière 13

- 2008 : 3600 secondes d'extase : Le spécialiste en quelque chose de différent à chaque chronique 
  - Liste des 27 (?) chroniques (4 à 6 minutes chacune, ordre alphabétique) : Astrologie; Comparaison; Courge; Économie; Étiquette; Étonnement; Feng Shui; Fins; Galas; Gymnastique du cerveau; Langage corporel; Les interrogations; Loutre d'Amérique; Moment présent; Numérologie; Observations personnelles; Petites victoires; Provenance des choses; Psychologie féline; Réchauffement planétaire; Rien; Scrapbooking; Stress; Sucre à la crème; Téléphonie; Trucs; Viaducs.

- 2013 : Bye Bye 2013 : Sketch parodiant La Presse Plus

- 2015 : La Guerre des tuques 3D : Les jumeaux Leroux (voix)